# Caffrowithius pusillimus
Caffrowithius pusillimus är en spindeldjursart som först beskrevs av Beier 1979.  Caffrowithius pusillimus ingår i släktet Caffrowithius och familjen blindklokrypare. Inga underarter finns listade.